# Чудно Село
Чудно Село (словен. Čudno selo) — поселення в общині Чрномель, Південно-Східна Словенія, Словенія. Висота над рівнем моря: 178,7 м.